# Hans Karl Steffen

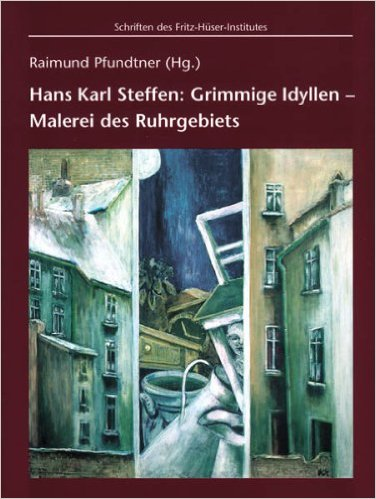
Ausstellungskatalog „Grimmige Idyllen“, Klartext Verlag, Essen 2000

Hans Karl Steffen (* 24. Februar 1930 in Dortmund; † 21. Mai 1994 daselbst) war ein deutscher Maler.

## Leben
Hans Karl Steffen stammte aus einer Bergarbeiterfamilie im heutigen Stadtbezirk Dortmund-Eving. Nach seiner Selbstbeschreibung stand seine Wiege zwischen einem Fürsten und einem Minister – den Zechen Fürst Hardenberg und Minister Stein. Er lebte auch in Bochum-Werne und bis zu seinem Tod in Dortmund-Hörde. Nach seiner durch Weltkrieg und Kriegsfolgen schwierig gestarteten Ausbildung im kaufmännischen Bereich war er in unterschiedlichen Berufen tätig, als Bau- und Maschinenarbeiter im Straßenbau und auch in einem Museum, möglicherweise schon in einem Umorientierungsprozess, bevor er seine Berufung und seinen Beruf in der bildenden Kunst fand, wenn auch in schwierigen Einkommensverhältnissen als freischaffender Künstler. 
Steffen war dreimal verheiratet. Aus der ersten Ehe hat er eine Tochter, aus der zweiten Ehe (mit Barbara Steffen, die selbst Künstlerin und Schriftstellerin ist), hat er 6 Kinder. Seine dritte Frau heiratete er kurz vor seinem Tod und die Ehe blieb kinderlos.

## Werk
HK Steffen, wie er seine Bilder signierte, wurde erst dreißigjährig und ohne eine akademische Ausbildung freischaffender Maler. Er malte gegenständlich und beschrieb seine Arbeitsweise so: „In meiner Malerei bin ich nicht auf der Suche nach Sensationen, sondern suche das Gegenwärtige, suche das gesellschaftlich Problematische, weil es das mich Bedrängende, das für mich Wesentliche ist.“ Sein umfangreiches Werk geht weit über eine Klassifizierung als „Maler des Ruhrgebiets“ hinaus. Das Fehlen jeglicher Verklärungen in seinen Bildmotiven fasste ein Rezensent als „Grimmige Idyllen in Zeiten des Wandels“ zusammen (siehe Literatur).

## Ausstellungen
- Einzel- und Gruppenausstellungen
- H. K. Steffen, 16. August – 4. Oktober 1981, Museum am Ostwall, Dortmund
- "Grimmige Idyllen": künstlerische Ruhrgebietsansichten von Hans Karl Steffen, Hamm, Maximilianpark 2000